# Skauting pro chlapce
Skauting pro chlapce je první kniha o skautském hnutí, kterou v roce 1908 napsal a ilustroval Lord Robert Baden-Powell, zakladatel tohoto hnutí. Je založena na jeho zkušenostech z mládí, jeho zkušenostech s Mafeking Cadet Corps během druhé burské války i v jeho experimentálním táboře na ostrově Brownsea v Anglii.

## Vydání
Kniha byla přeložena do všech hlavních světových jazyků. Odhadem bylo vytištěno více než 100 milionů výtisků, díky tomu se umisťuje vysoko v seznamu světových bestsellerů.
Do češtiny ji volně zpracoval zakladatel československého skautingu A. B. Svojsík ("Základy junáctví", 1912), český překlad Jiřího Navrátila ("Skauting pro chlapce") vyšel roku 2007.

### Britská vydání
- Scouting for Boys. První vydání. vyd. Londýn, Windsor House, Bream's Buildings, E.C.: Horace Cox (printer for C.A. Pearson), Leden-Březen 1908. S. na šest částí, z nichž každá asi 70 stran.
- Scouting for Boys. 1. v knižní podobě, cloth-bound. vyd. Londýn, Henrietta Street: C. Arthur Pearson Ltd, 1. květen 1908. S. 288 stran.
- Scouting for Boys. 2. revidované. vyd. Londýn: C. Arthur Pearson Ltd, Červen 1909. S. 310 stran. plus inzerce
- Scouting for Boys. 3. rozšířené. vyd. Londýn: C. Arthur Pearson Ltd, Červenec 1910.
- Scouting for Boys. 4. rozšířené a revidované. vyd. Londýn: C. Arthur Pearson Ltd, Říjen 1911.
- Scouting for Boys. 5.. vyd. Londýn: C. Arthur Pearson Ltd, Listopad 1912.
- Scouting for Boys. 6.. vyd. Londýn: C. Arthur Pearson Ltd, Duben 1913.
- Scouting for Boys. 7.. vyd. Londýn: C. Arthur Pearson Ltd, Prosinec 1913.
- Scouting for Boys. 8.. vyd. Londýn: C. Arthur Pearson Ltd, Leden 1916. S. 352 stran.
- Scouting for Boys. 9.. vyd. Londýn: C. Arthur Pearson Ltd, Květen 1918. S. 334 stran.
- Scouting for Boys. 11.. vyd. Londýn, Tower House: C. Arthur Pearson Ltd, 1924. S. 338 stran.
- Scouting for Boys. 12.. vyd. Londýn: C. Arthur Pearson Ltd, 1926. S. 338 stran.
- Baden-Powell's Scouting for Boys. Boy's. vyd. Londýn: C. Arthur Pearson Ltd, 1932. S. 226 stran.
- Sgowtio i Fechgyn gan Arglwydd Baden-Powell o Gilwel.. Argraffiad y Bechgyn. vyd. Caerfyrddin: W. Spurrell a'i Fab, 1932. S. 232 stran.
- Baden-Powell's Scouting for Boys. Pamětní 22.. vyd. Londýn: C. Arthur Pearson Ltd, 1944. S. 328 stran.
- Baden-Powell's Scouting for Boys. 30.. vyd. Londýn: C. Arthur Pearson Ltd, 1957. S. 328 stran.
- Scouting for Boys. 33.. vyd. Londýn: C. Arthur Pearson Ltd, 1961. S. 330 stran.
- Scouting for Boys. zkrácené. vyd. Londýn: The Boy Scouts Association, 1963. S. 182 stran.
- Scouting for Boys. paperback. vyd. [s.l.]: The Scout Association, 1998. ISBN 0-85165-247-6.
- Scouting for Boys. Redakce Elleke Boehmer. tvrdá vazba. vyd. Oxford: Oxford University Press, 2004. ISBN 0-19-280547-9.
- Scouting for Boys. Redakce Elleke Boehmer. paperback. vyd. Oxford/New York: Oxford University Press, Červen 2005. Dostupné online. ISBN 0-19-280246-1. S. 448 stran.

### Ostatní vydání
- Scouting for Boys. Speciální Kanadská. vyd. Ottawa: The Boy Scouts Association, 1939. S. 334 stran.
- Het verkennen voor jongens. Redakce Jan Schaap. 5., cloth bound. vyd. 's-Gravenhage: De Nederlandsche Padvinders, 1944. S. 269 stran. (nizozemsky)
- Scouting for Boys in India. 1. indické. vyd. [s.l.]: General Headquarters of the Boy Scout Association in India, 1946. S. 316 stran.
- Scouting for Boys. World Brotherhood. vyd. [s.l.]: Boy Scouts of America for and on behalf of the Boy Scouts International Bureau, 1946. S. 328 stran.
- Het verkennen voor jongens. 6., tvrdá vazba. vyd. 's-Gravenhage: Nationale Padvindersraad, c. 1950. S. 395 stran. (nizozemsky)
- Scouting for Boys. [s.l.]: Boy Scouts of Canada, 1973. S. 331 stran.
- Scouting brā'ē tiflān. Redakce Mir Mohammad Mohsin. Islamabad: National Book Foundation, 1973. (urdsky)
- Verkennen voor jeugd. Redakce Theo P.M. Palstra. 10., paperback. vyd. Amersfoort: Scouting Nederland, 1977. S. 301 stran. (nizozemsky)
- Scautismo per ragazzi. Redakce Fausto Catani. Milano: Ancora, 1978. S. 438 stran. (italsky)
- Baden-Powell's Scouting for Boys. jubileum Brownsea. vyd. [s.l.]: Boy Scouts of America, 1982. ISBN 0-8395-3591-0.
- Skauttingu-kuttikalkku. Redakce P.V. Paulose. Trivandrum: Bharat scouts and guides, 1982. S. 456 stran. (malajálamsky)
- Pfadfinder: ein Handbuch der Erziehung. 13.. vyd. Bern: Pfadfinder-Materialbüro, 1983. S. 315 stran. (německy)
- Scouting for boys. Redakce Frithiof Dahlby. Stockholm: Scoutförl, 1983. S. 192 stran. (švédsky)
- Partiopojan kirja. Redakce Paula Koho. 3.. vyd. Helsinki: Partiokirja, 1986. S. 350 stran. (finsky)
- Skauting dla chłopców : wychowanie dobrego obywatela metodą puszczańską. Redakce Stanisław Kapiszewski. Varšava: Oficyna Przeglądu Powszechnego, 1990. S. 375 stran. (polsky)
- Cserkészet fiúknak: kézikönyv a jó állampolgár neveléséhez az erdőjárás révén. Redakce József Illy. Budapešť: M. Cserkészcsapatok Szövets, 1994. S. 277 stran. (maďarsky)
- Escutismo para rapazes. Redakce José Francisco dos Santos. Lisabon: Corpo Nacional de Escutas, Květen 1993. S. 310 stran. (portugalsky)
- Pfadfinder. Redakce Peter Bleeser. 3.. vyd. Neuss: Georgs-Verlag, 1996. S. 309 stran. (německy)
- Bālakarigāgi skauting. Redakce R. Chandrasekharan. Bangalore: Navakarnataka, 2000. S. 321 stran. (kanadsky)
- Scouting for Boys. Redakce Kevin Y.L. Tan. tvrdá vazba. vyd. Singapur: Brownsea Singapore, 2004. ISBN 981-05-1830-7. (malajsky)
- Siruvar Saaraniyam (Tamil). Redakce B. Ramachandran, LT(S). Chennai: BRJB Publishers, Prosinec 2008. S. 335 stran. (tamilsky)

## Historie
Scouting for Boys (1908) je přepracovanou verzí dřívější Powellovi knihy Aids to Scouting z roku 1899 a obsahuje mnoho poznatků o výchově mládeže převzaté z knihy Svitek březové kůry, kterou roku 1906 napsal Ernest Thompson Seton, pozdější náčelník skautů v Americe (Boy Scouts of America). Aids to Scouting se věnuje převážně způsobu fungování armádních zvědů a soběstačnosti, kterým Powella naučil velitel zpravodajství britské armády Frederick Russell Burnham. Po vítězství v bitvě u Mafekingu se příručka stala nečekaně populární mezi mladými britskými pedagogy. Powellovi podřízení během bitvy u Mafekingu přijímali do armády chlapce ve věku 12–15 let jako kadety a podrobovali je výcviku. Tito chlapci během obléhání zastávali funkce pošťáků, roznášeli rozkazy, hlášení a později odnášeli raněné, čímž umožnili vojákům soustředit se na boj. Baden-Powell po návratu z druhé búrské války do Anglie zjistil, že jeho příručku Aids to Scouting využívají některé britské školy pro vyučování pozorování a dedukce. Roku 1906 se Baden-Powell sešel se Setonem, který mu věnoval výtisk knihy Svitek březové kůry a diskutovali nad výchovou mládeže. Baden-Powell se brzy na to rozhodl Aids to Scouting přepracovat do podoby pro chlapce. V této snaze jej podporovalo několik jeho přátel včetně zakladatele Boys‘ Brigade sira Williama Alexandera Smithe, majitele vydavatelství a tiskařských strojů Cyrila Arthura Pearsona a spisovatelky Marie Fetherstonhaugh, která Powellovi poskytla dům ve Wimbledonu, kde mohl nerušeně psát. První pracovní verzi nazval Boy Patrols (Chlapecké družiny), kterou se řídil a testoval ji na jednotýdenním táboře s 22 chlapci na ostrově Brownsea v létě 1907, kde mu asistoval jeho literární editor Percy Everett.
Scouting for Boys vycházel v šesti sešitech každé dva týdny od ledna do března 1908. Každý sešit měl zhruba 70 stránek. Tisk zajišťoval Horace Cox, tiskař Pearsona. Těchto šest publikací se setkalo s úspěchem a první kompletní knižní vydání vyšlo 1. května 1908, jak si původně Powell předsevzal. Přestože je dílo silně ovlivněno knihou Aids to Scouting, spíše než z pohledu vojáků ukazuje Scouting for Boys skauting z pohledu zálesáků a cestovatelů. Navíc obsahuje skautský slib, skautský zákon, skautské ideály a kapitolu o hrách pro mládež. Kniha byla později mnohokrát revidována a vyšlo obrovské množství vydání. Mnoho z těchto revizí neprováděl samotný Powell a kromě drobných úprav také docházelo k přidávání úseků od dalších autorů. Po vydání se kniha řadila mezi bestsellery a při započtení všech edicí se údajně jedná o jednu z nejprodávanějších knih v historii. Kniha Scouting for Boys byla přeložena do mnoha jazyků. Roční prodeje všech vydání knihy v roce 1948 společně tvořily 50 000 výtisků. Nakladatel zaznamenal propad prodeje knihy až v roce 1967 a v posledních dekádách 20. století začala být kniha i ze strany skautského hnutí považována spíše za raritu z dob dřívějších. Dle různých zdrojů se jedná o čtvrtou nejprodávanější knihu 20. století. Realistické odhady prodejů britského vydání se pohybují okolo čtyř milionů výtisků. Při započtení 87 jazykových verzí se odhady celosvětově prodaných výtisků od roku 1908 pohybují od 100 do 150 milionů.

## Obsah
Většina kapitol začíná radami pro vůdce a všechny kapitoly obsahují povídání u táborového ohně apelující na čtenáře. Většina kapitol obsahuje úseky popisující hry a aktivity, v závěru je vypsána doporučená literatura.

## Autorská práva
The Scout Association vlastnila autorská práva na Skauting pro chlapce ve Velké Británii až do 31. prosince 2011, kdy autorská práva vypršela po uplynutí 70 let od smrti autora (zemřel 1941). Kniha je nyní volné dílo. Do té doby mohla být vydávána jen s povolením od ústředí Scout Association, pokud toto užití nebylo v rozporu s určenými výjimkami z autorského práva (v některých zemích například fair use). Organizaci Boy Scouts of America udělil Baden-Powell zvláštní povolení pro jejich Boy Scout Handbook, napsaný během formálního založení BSA v roce 1910.